# (11691) Easterwood
(11691) Easterwood (1998 FO66) – planetoida z grupy pasa głównego asteroid okrążająca Słońce w ciągu 3,43 lat w średniej odległości 2,27 j.a. Odkryta 20 marca 1998 roku.